# Maxomys baeodon
Maxomys baeodon là một loài động vật có vú trong họ Chuột, bộ Gặm nhấm. Loài này được Thomas mô tả năm 1894.
Loài này được tìm thấy ở Malaysia.